# Списак црногорских застава
Следи списак застава Црне Горе.

## Државна застава
| Застава | Датум | Користи                                                           | Опис                                                                                     |
| ------- | ----- | ----------------------------------------------------------------- | ---------------------------------------------------------------------------------------- |
|         | 2004– | Национална и грађанска застава; Поморска застава до 2010. године. | Црвена са златним обрубом и државним грбом у средини. Однос: 1:2. Усвојен 13. јула 2004. |
|         | 2004– | Државна застава, вертикални банер                                 | Црвена са златним обрубом и државним грбом у средини.                                    |

## Председнички стандард
| Застава | Датум | Користи                       | Опис                                                                            |
| ------- | ----- | ----------------------------- | ------------------------------------------------------------------------------- |
|         | 2006– | Стандард председника на копну | Квадратна верзија државне заставе, са ивичњаком.                                |
|         | 2006– | Стандард председника на мору  | Квадратна верзија државне заставе, која замењује црвену плавом, обрубљена боја. |

## Војне заставе
| Застава | Датум      | Користи                       | Опис |
| ------- | ---------- | ----------------------------- | --- |
|         | 2010—данас | Застава Војске Црне Горе.     | Црвена позадина са логом Војске Црне Горе и традиционалним мотом „Чојство и Јунаштво “ (у грубом преводу „Хуманост и храброст“), са златним оквирима.                                    |
|         | 2010—данас | Поморски заставник Црне Горе. | Плава са националном заставом у њеном кантону, која заузима 2/5 његове ширине и 1/2 дужине са белим сидром испреплетеним са три линије које представљају површину воде на десној страни. |
|         | 2010—данас | Морнаричка капа Црне Горе.    | Грб Црне Горе на плавој позадини, са златним ивицама. |

### Државне заставе
| Застава | Датум     | Користи                                                       | Опис |
| ------- | --------- | ------------------------------------------------------------- | --- |
|         | 1993–2004 | Државна застава Републике Црне Горе                           | Црвено-плавкасто-бела једнаке ширине, са плаветном бојом, односно светлоплавом.                                                  |
|         | 1945–1993 | Републичка застава Народне/Социјалистичке Републике Црне Горе | Црвено-плаво-бела традиционална тробојница са комунистичком црвеном звездом, исто као и Застава Социјалистичке Републике Србије. |
|         | 1905–1918 | Државна застава Краљевине Црне Горе                           | Државна застава Кнежевине (1905–10) и Краљевине Црне Горе (1910–18). Црвено-плаво-бела тробојка.                                 |

### Краљевске заставе
| Застава | Датум                                         | Користи                                                                       | Опис |
| ------- | --------------------------------------------- | ----------------------------------------------------------------------------- | --- |
|         | 1910–1918                                     | Краљевски стандард краља Црне Горе                                            | Лав је замењен Николином ознаком H.I. Круна је промењена из кнежевске у краљевску. |
|         | 1861–1900                                     | Принчевски стандард                                                           | Дворска застава и кнежевски штанд за време режима Николе Првог Петровића-Његоша. |
|         | ц. 1852. године                               | Принчевски стандард                                                           | Дворска застава и кнежевски штанд за време режима Данила Другог Петровића-Његоша. |
|         | пре 19. века                                  | Државна застава Кнеже-епископије Црне Горе                                    | барјак за време теократске владавине династије Петровић-Његош у Црној Гори. Паштета од белог крста на црвеној позадини.                                                                                      |
|         | теократска владавина династије Петровић-Његош | Барјак кнежева-епископа црногорских и митрополита цетињских из куће Петровића | Православни црвени крст у белом пољу са црвеним обрубом. Представља високо хришћанску врлину потчињених народа и жељу да се боре против инвазије ислама. Усвојен током Великог турског рата крајем 17. века. |
|         | 16. век                                       | Стаг куће Црнојевића                                                          | Застава за време режима Куће Црнојевића у Зетској кнежевини/Црна Гора (1451–1516). |

### Цивилне заставе
| Застава | Датум                                          | Користи | Опис |
| ------- | ---------------------------------------------- | --- | --- |
|         | 1905-1918, коришћен током Другог светског рата | Грађанска застава Црне Горе (1905—1918), коришћена током италијанске и немачке окупације Црне Горе у Другом светском рату (1941—1944). | Црвено-плаво-бела пансловенска тробојница. Грађанска застава Кнежевине и Краљевине Црне Горе, из устава из 1905. године. |
|         | 1881-1916                                      | Грађанска застава | Тробојница са ћириличним H.I. кнеза Николе Првог на врху са златном круном у средини. Пошто су власници као и посада црногорских улцињских крсташа били муслимани, Никола је променио заставу да не вређа ислам.                                                             |
|         | 1881–1916                                      | Грађанска застава | Верзија цивилне заставе која се претежно користила. Употреба се проширила изван примарне сврхе чак и на националну заставу. |
|         | крајем 1880-почетком 1881                      | Грађанска застава | Тробојна застава са крстом из ратне заставе (крсташ-барјак) са Николиним иницијалима постављеним у кантону; пруге засноване на домаћој националној застави. |
|         | раних 1880-их - касних 1880-их                 | Грађанска застава | Хоризонтално подељена црвено-бело-црвена са крстом са ратне заставе (крсташ-барјак) са Николајевим иницијалима постављеним у кантону; на основу поморске заставе Аустро-Угарске према далматинским поморским кодним линијама које је одобрио Берлински конгрес 1878. године. |

### Војне заставе
| Застава | Датум                                   | Користи                                      | Опис |
| ------- | --------------------------------------- | -------------------------------------------- | --- |
|         | 1876–78                                 | Ратна застава, грађанска застава             | Црногорска ратна застава коришћена у бици на Вучјем Долу (1876) била је црвена са белим крстом у средини и белим обрубом. Ова застава је коришћена на Цетињу 1878. године, након признања независности Кнежевине Црне Горе од стране Османског царства санстефанским споразумом. |
|         | 19. век                                 | Црногорске поморске заставе с краја 19. века | Црногорске поморске заставе и грађански заставници за вријеме владавине црногорског кнеза Николе Петровића Његоша. |
|         | Почетком 19. века–1880                  | Поморски заставник (незванично)              | Бела застава са црвеним Ђурђевским крстом. Инспирисан британском морнаричком заставом из 1814. године када је британска морнарица преузела луку Котор током рата између Црногораца и Француске империје.                                                                         |
|         | владавине кнеза Данила Петровића-Његоша | Ратни јелен војске књаза Данила              | Застава која означава јединицу од 1.000 људи; црвено поље са двоглавим орлом и иницијалима књаза Данила Првог. Алај-барјак књаза Данила, који означава врховну команду над црногорском војском.                                                                                  |
|         | владавине кнеза Данила Петровића-Његоша | Ратни јелен у војсци књаза Данила            | Застава која означава јединицу од 100 људи; црвено поље са традиционалним црногорским крстом Светог Ђорђа и иницијалима Данила Првог. Увео га је кнез Данило током својих ратних реформи. На основу старе племенске црногорске заставе.                                          |